# BuzzFeed News
BuzzFeed News è stato un sito di notizie statunitense creato da BuzzFeed.

## Storia
BuzzFeed News è nata come divisione di BuzzFeed nel dicembre 2011 con la nomina di Ben Smith a caporedattore. Nel 2013, il vincitore del Premio Pulitzer Mark Schoofs di ProPublica è stato assunto come responsabile dei reportage investigativi. Nel 2016, BuzzFeed aveva 20 giornalisti investigativi. La divisione britannica di 'BuzzFeed News è diretta da Janine Gibson, precedentemente in The Guardian. Di particolare importanza è la partnership del 2012 con la BBC sulle combine nel tennis professionistico e il reportage sulle disuguaglianze nel programma per i lavoratori ospiti dell'H-2 degli Stati Uniti, che ha vinto un National Magazine Award.
Uno studio del 2017 sulla rivista Journalism che ha confrontato gli articoli di BuzzFeed e del New York Times ha scoperto che BuzzFeed segue in gran parte le regole consolidate del giornalismo. Entrambe le testate hanno utilizzato prevalentemente il formato di notizie a piramide invertita e le opinioni dei giornalisti erano assenti nella maggior parte degli articoli di entrambe le testate. Sia BuzzFeed che il Times hanno prevalentemente trattato di governo e politica e hanno usato prevalentemente politici, governo e forze dell'ordine come fonti. Per contro, BuzzFeed ha dedicato più articoli a questioni sociali come le proteste e le questioni LGBT, ha citato più frequentemente persone comuni rispetto al Times, ha trattato meno frequentemente la criminalità e il terrorismo e ha avuto meno articoli che si concentravano sugli aspetti negativi di un problema.
Il 18 luglio 2018, BuzzFeed News è passata da una sezione del sito BuzzFeed a un proprio dominio, BuzzFeedNews.com, con una barra delle notizie di tendenza e degli annunci programmatici.
Il 20 aprile 2023, il CEO di BuzzFeed: Jonah Peretti annuncia la graduale chiusura della testata come parte di una ristrutturazione aziendale, facendo così in modo di pontenziare HuffPost (divenuto di proprietà di BuzzFeed, Inc. nel 2020). Il 5 maggio 2023 BuzzFeed News ha smesso di pubblicare nuovi contenuti hard news.

## Orientamento editoriale e reportage
BuzzFeed afferma nella sua guida editoriale: "crediamo fermamente che per una serie di questioni, tra cui i diritti civili, i diritti delle donne, l'antirazzismo e l'uguaglianza tra le donne, non ci siano due facce" ma continua affermando che "quando si tratta di attivismo, il giornalismo di BuzzFeed seguirà la guida dei nostri redattori e giornalisti che nascono da una tradizione di rigore e neutralità che mette i fatti e le notizie al primo posto". Alcuni commentatori hanno criticato la guida editoriale di BuzzFeed come internamente incoerente, sostenendo che BuzzFeed non può affermare di essere neutrale e allo stesso tempo sostenere posizioni su questioni politiche controverse.
Il gruppo di osservazione dei media Fairness and Accuracy in Reporting ha trovato che in cento articoli di Buzzfeed su Barack Obama nel 2016 (la maggior parte da Buzzfeed News, ma anche dal sito generale di BuzzFeed), 65 erano positivi, 35 erano neutrali e uno era critico. Il rapporto chiamava la copertura di Obama da parte di Buzzfeed "raccapricciante" e "quasi uniformemente acritica e spesso servile".

## Premi e riconoscimenti
ha ricevuto il premio National Magazine nel 2016 nella categoria di Interesse Pubblico. Gli altri premi vinti dai giornalisti di BuzzFeed sono il premio della National Press Foundation nel 2014 e 2016, il premio Sidney Award nel 2015, il premio British Journalism nel 2017 e il premio George Polk nel 2018. Inoltre, lo staff di Buzzfeed News è stato finalista nel 2017 e nel 2018 per il Premio Pulitzer per il miglior giornalismo internazionale e nei premi di Online Journalism nel 2016 e 2018.  Buzzfeed News è stato finalista al Goldsmith Prize for Investigative Reporting nel 2018. BuzzFeed News è un membro del corpo stampa della Casa Bianca.